# Erich Renner
Erich Renner (* 1936 in Offenbach am Glan) ist ein deutscher Erziehungswissenschaftler.

## Leben
Er lehrte von 1971 bis 1991 an der Universität Koblenz-Landau, zuletzt als Privatdozent. Von 1991 bis zum Ruhestand 2001 war er Gründungsprofessor für Erziehungswissenschaft an der Universität Erfurt.
Seine Arbeitsschwerpunkte sind interkulturelle Sozialisationsforschung und literarische Landeskunde Rheinland-Pfalz.

## Schriften (Auswahl)
- Erziehungs- und Sozialisationsbedingungen türkischer Kinder. Ein Vergleich zwischen Deutschland und der Türkei. Rheinstetten 1982, ISBN 3-88070-109-1.
- Andere Völker – andere Erziehung. Eine pädagogische Weltreise. Wuppertal 2001, ISBN 3-87294-870-9.
- Geduld ist unsere Lebensart. Selbstporträt einer indianischen Familie. Berlin 2006, ISBN 3-496-02793-2.
- Navajo. Der Pfad der Harmonie und Schönheit. Wismar 2011, ISBN 978-3-942157-67-4.

| Personendaten    | Personendaten                       |
| ---------------- | ----------------------------------- |
| NAME             | Renner, Erich                       |
| KURZBESCHREIBUNG | deutscher Erziehungswissenschaftler |
| GEBURTSDATUM     | 1936                                |
| GEBURTSORT       | Offenbach am Glan                   |